# Giovanni Lanfranco (musicien)
Ne doit pas être confondu avec Giovanni Lanfranco.
Giovanni Maria Lanfranco (vers 1490 à Terenzo, mort en 1545, à Parme) est un organiste  italien, homme de lettres et théoricien de la musique de la Renaissance.
Giovanni Lanfranco est chanoine de la Cathédrale de Brescia et jusqu'en 1536 maître de chapelle de Brescia puis de 1540 à 1545 maître de chapelle à Parme en l'église de Steccata. En 1533, il publie Scintille di musica. Elle contient de riches informations concernant la pratique musicale de la Renaissance, ainsi que la première description de l'accord tempéré au luth (utilisé pour les transpositions pour l'accompagnement vocal).